# Calponia
Calponia és un gènere de la família dels capònids (Caponiidae). Només hi ha descrita una espècie: Calponia harrisonfordi. Va ser descobert el 1993 pel aracnòleg Norman I. Platnick, i anomenat en honor de l'actor Harrison Ford que havia col·laborat com a narrador en un documental pel Museu d'Història Natural de Londres. És una de les espècies més primitives de la família Caponiidae.
C. harrisonfordi es troba a Califòrnia (Estats Units d'Amèrica). Es diferencia de la majoria de membres de la seva família, perquè té tots vuit ulls i té algunes de les modificacions de la família del segment de la cama distal. Fa més o menys 5 mil·límetres de longitud. No es coneixen bé molts detalls de la seva fisiologia, però es creu que cacen altres aranyes.